# LaVonna Martin
LaVonna Ann Martin-Floreal (Dayton, 18 november 1966) is een voormalige Amerikaanse atlete, die zich had toegelegd op de hordennummers. Ze nam driemaal deel aan de Olympische Spelen.

## Loopbaan
Als tiener was Martin uitermate succesvol in de sport. Zo had ze toentertijd vier schoolrecords op haar naam staan en won twaalf kampioenschapstitels (acht individueel en vier teamprestaties). Ze vertegenwoordigde haar land op de Olympische Spelen van 1988 en 1992 op de 100 m horden. Op de Pan-Amerikaanse Spelen 1987 won ze een gouden medaille op de 100 m horden en in 1987 en 1988 won ze de 55 m horden bij de NCAA-indoorkampioenschappen. Verder is ze zesvoudig SEC-indoorkampioene op de 55 m horden, 60 yd horden, 300 yd horden en 4 x 440 yd estafette. In 2002 werd ze in Knoxville in de Hall of Fame opgenomen.
Haar grootste prestatie leverde LaVonna Martin in 1992 door zilver te winnen op de Spelen van Barcelona. Op de 100 m horden eindigde ze achter de Griekse Voula Patoulidou (goud) en voor de Bulgaarse Jordanka Donkowa (brons). Bij haar andere olympische deelnames in 1988 (Seoel) en 1996 (Atlanta) viel ze niet in de prijzen.
Martin-Floreal is getrouwd en studeerde aan de Universiteit van Tennessee in Knoxville.

## Titels
- Amerikaans kampioene 100 m horden - 1987, 1990
- Amerikaans indoorkampioene 60 m horden - 1990
- NCAA kampioene 100 m horden - 1987
- NCAA indoorkampioene 55 m horden - 1987, 1988

## Persoonlijke records
| Onderdeel              | Prestatie | Datum           | Plaats    |
| ---------------------- | --------- | --------------- | --------- |
| 100 m horden (outdoor) | 12,69 s   | 6 augustus 1992 | Barcelona |
| 60 m horden (indoor)   | 7,99 s    | 14 maart 1993   | Toronto   |

## Palmares

### 60 m horden
- 1993:  WK indoor - 7,99 s

### 100 m horden
- 1984:  Pan-Amerikaanse jeugdkampioenschappen - 13,55 s
- 1987:  Pan-Amerikaanse Spelen - 12,81 s
- 1987: 8e WK - 13,06 s
- 1992:  OS - 12,69 s